# 米沙鄢海

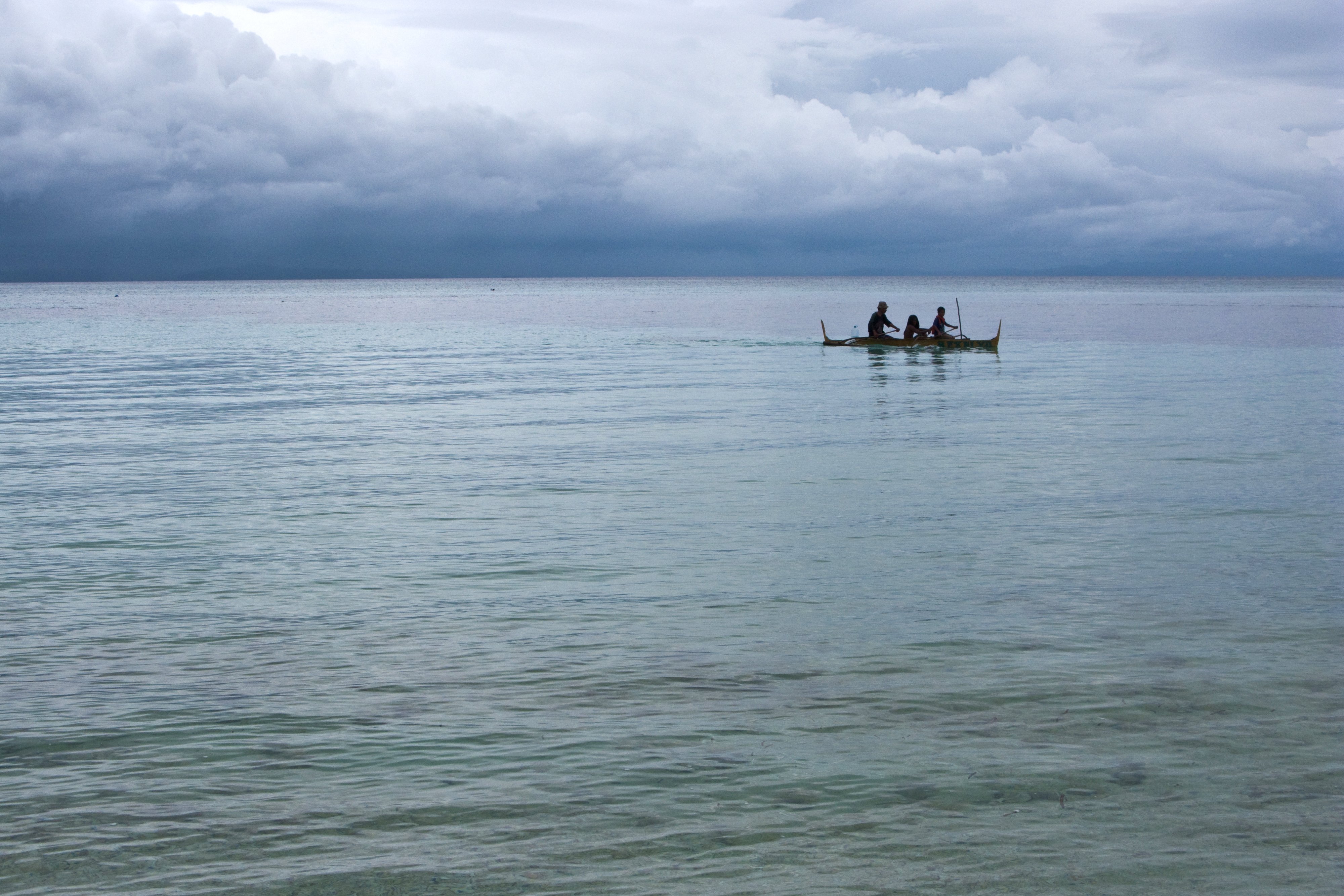

米沙鄢海是菲律賓的一個海，西北面是錫布延海，東北面是薩馬海，東南面是卡莫特斯海，南臨保和海和蘇祿海，該海最大的島嶼是班塔延島。
11°30′N 123°40′E / 11.500°N 123.667°E